# Alain du Boispéan
Pour les autres membres de la famille, voir Famille du Boispéan.
Alain du Boispéan, né le 2 août 1951 à Tréguier, est un diplomate français.

## Biographie

### Famille et formation
Alain Yves Marie du Boispéan naît le 2 août 1951 à Tréguier du mariage d'André du Boispéan, officier, et de Monique Le Borgne de La Tour.
Le 16 janvier 1981, il épouse Lorraine Gougne. De ce mariage, naissent trois garçons.
Après des études secondaires au lycée David-d'Angers, Alain du Boispéan intègre la faculté de droit de Paris et l'Institut national des langues et civilisations orientales (Inalco). Il est licencié ès lettres, diplômé de japonais, titulaire d'un diplôme d'études supérieures de droit public, et diplômé de l'Institut d'études politiques de Paris.

### Carrière de diplomate
De 1979 à 1983, il est secrétaire d'ambassade à l'ambassade de France au Japon, puis en Afrique du Sud jusqu'en 1985. De 1985 à 1987, il travaille à l'administration centrale et en 1987, il est nommé consul général à Cracovie. Il rentre de nouveau à l'administration centrale en 1991 où il est délégué dans les fonctions de sous-directeur d'Afrique australe et de l'océan Indien. Le 4 mai 1995, il est nommé ambassadeur extraordinaire et plénipotentiaire de la République française auprès de la république unie de Tanzanie, Le 28 mai 1997, il est nommé ambassadeur extraordinaire et plénipotentiaire de la République française auprès de la république du Tchad. En 2000, il rentre de nouveau à l'administration centrale et en 2002, il est nommé directeur de cabinet du secrétaire d'État aux Affaires étrangères, Renaud Muselier. Il est secrétaire général de la délégation française, présidée par Michel Barnier, à la 59e session de l'Assemblée générale des Nations unies. De 2005 à 2008, il est ambassadeur en Malaisie, puis après un retour à l'administration centrale, il est nommé ambassadeur au Vanuatu en 2014 où il gère l'état d’urgence à la suite des destructions dues au cyclone Pam, d’une extrême violence avec des rafales de près de 320 km/h.

## Persona non grata
Fin 1999, la tension monte dans les relations franco-tchadiennes après qu'en novembre 1999, Alain du Boispéan a officiellement annoncé au président tchadien Idriss Déby le retrait d'Elf du projet pétrolier de Doba.
Début janvier, la situation s'envenime lorsqu'Alain de Boispéan présente une carte du Tchad où la bande d’Aouzou (extrême nord), limitrophe de la Libye, est délimitée par des pointillés. Ces pointillés sont interprétés à N’Djamena comme une « provocation » visant à remettre en question les frontières du Tchad, alors qu’il ne s’agissait que d’une « erreur » selon l’ambassade.
En janvier 2000, Charles Josselin, ministre français de la Coopération, rencontre le président tchadien Idriss Déby. Ce dernier se plaint de l'attitude d'Alain de Boispéan. « Le ministre s'engage à faire rappeler l'ambassadeur, mais lui demande de ne pas ébruiter l'affaire dont la solution se fera « en douceur ». Déby acquiesce, mais, au bout de quelques semaines, ne voyant rien venir, il prend les devants et déclare Alain du Boispéan persona non grata », le Tchad soupçonnant la France de complaisance avec les rebelles.

## «Ambassadeur en région»
En 2013, Alain du Boispéan a expérimenté la proposition du ministère des Affaires étrangères de détacher des fonctionnaires destinés à aider les régions françaises à exporter leurs savoir-faire. Il est ainsi nommé « Ambassadeur en région » pour les régions Limousin et Poitou-Charentes.

## Décorations
Le 14 mai 1994, Alain du Boispéan est nommé au grade de chevalier dans l'ordre national du Mérite au titre de « conseiller des affaires étrangères à l'administration centrale; 17 ans de services civils et militaires ».
Le 8 avril 2007, il est nommé au grade de chevalier dans l'ordre national de la Légion d'honneur au titre de « ambassadeur de France en Malaisie ; 30 ans de services civils et militaires ».
En janvier 2015, il reçoit au Vanuatu les honneurs de la part des chefs coutumiers, et le titre de « Mwase Buldara».